# Robert Chichester

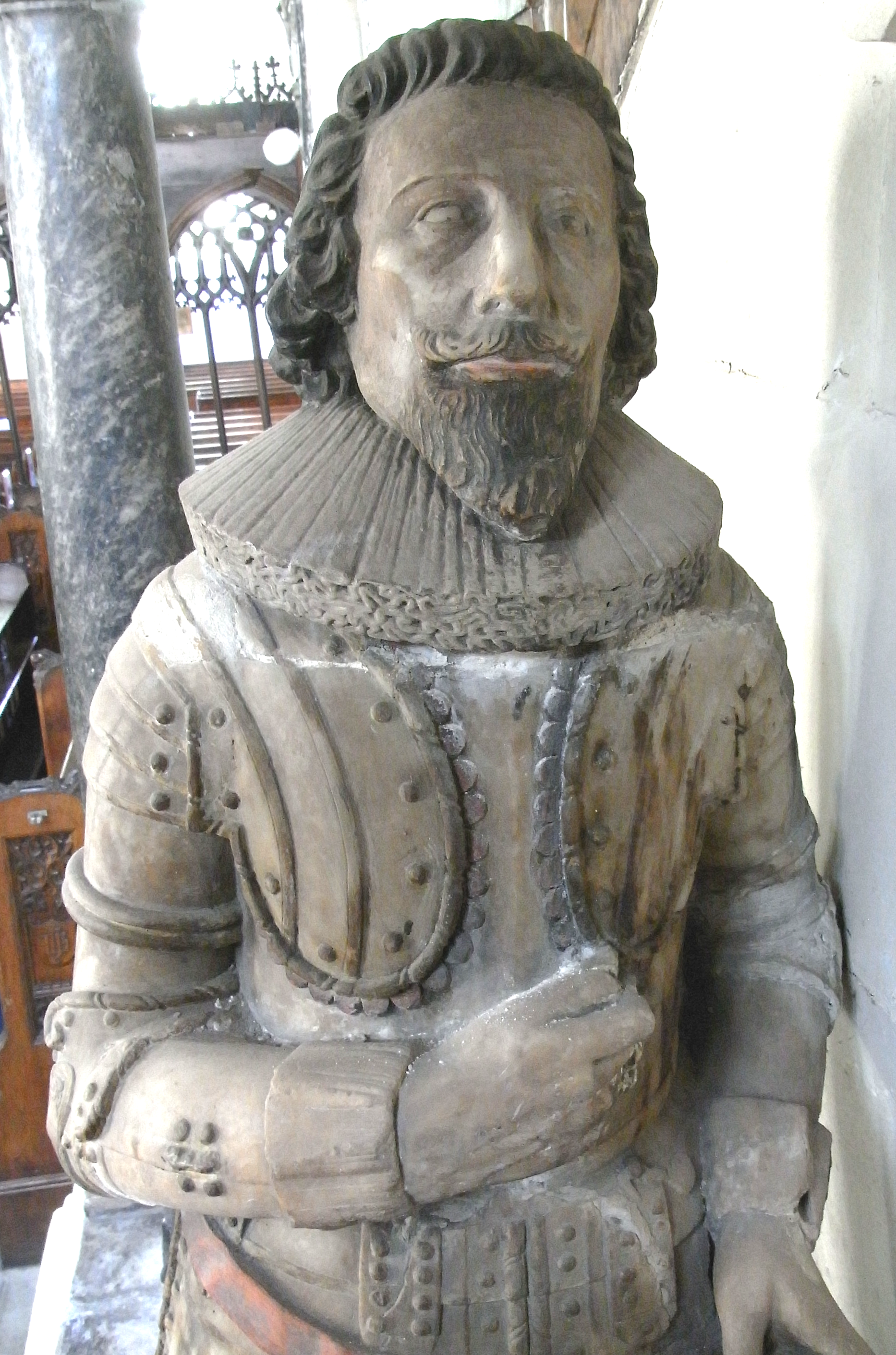
Sir Robert Chichester. Darstellung auf seinem Grabdenkmal in der Kirche von Pilton.

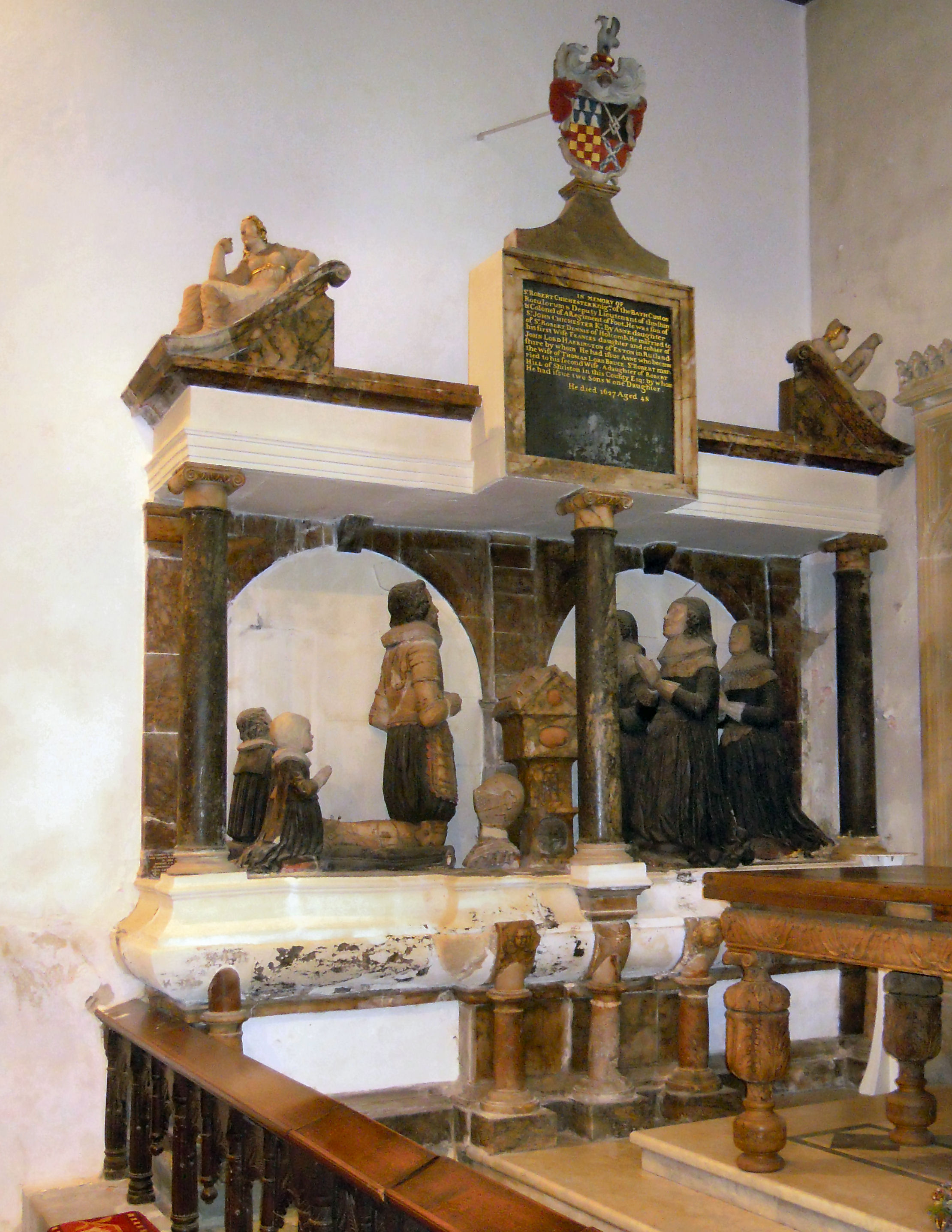
Grabdenkmal für Sir Robert Chichester

Sir Robert Chichester of Raleigh (* um 1578; † 1627) war ein englischer Ritter.
Er entstammte einer Linie der Familie Chichester, einer alten Familie der Gentry aus Devon. Er war der älteste Sohn von Sir John Chichester und von dessen Frau Anne Dennis, damit war er ein Enkel des Politikers John Chichester. Nach dem frühen Tod seines Vaters 1585 wurde er zum Erbe von dessen Besitzungen, zu denen das Gut Raleigh bei Barnstaple gehörte. Anlässlich der Krönung von König Jakob I. wurde er 1603 zum Knight of the Bath geschlagen. Er bekleidete das Amt des Deputy Lieutenant von Devon und wurde Colonel eines Infanterieregiments. Aufgrund eines 1566 mit dem Borough Barnstaple geschlossenen Vertrags durfte die Familie Chichester bei Unterhauswahlen einen der beiden Abgeordneten für das Borough benennen. Bei der Unterhauswahl 1601 benannte Chichester Richard Martin, doch bei späteren Wahlen machte er von seinem Nominierungsrecht offenbar keinen Gebrauch.
Chichester hatte in erster Ehe Frances Harington (1587–1615), eine Tochter und Coerbin von John Harington, 1. Baron Harington of Exton († 1613) und von dessen Frau Ann Kelway geheiratet. Mit ihr hatte er eine Tochter:
- Anne Chichester (1607–1627) ⚭ Thomas Bruce, 3. Lord Bruce of Kinloss (1599–1663)

In zweiter Ehe hatte Chichester Mary Hill († 1632), eine Tochter von Robert Hill of Shilston geheiratet. Mit ihr hatte er zwei Söhne und eine Tochter, darunter:
- Sir John Chichester, 1. Baronet (1623–1667)[3]
- Mary Chichester († 1683)

Er wurde in der Kirche St Mary's in Pilton bei Barnstaple beigesetzt, wo sich sein aufwändiges hölzernes Grabdenkmal befindet, auf dem er, seine beiden Ehefrauen und seine Tochter abgebildet sind. Laut der dortigen Inschrift starb er 1627 im Alter von 48 Jahren. Sein Erbe wurde sein Sohn John aus seiner zweiten Ehe. Seine Witwe heiratete in zweiter Ehe Sir Ralph Sydenham.